# Kiirunavaara
Kiirunavaara (płn-lap. Gironvárri lub Kierunavaara) – góra w mieście Kiruna w północnej Szwecji. Szczyt ma 733 m wysokości. Zawiera w sobie największe na świecie znane złoża rudy żelaza, eksploatowane od początku XX wieku przez szwedzką spółkę LKAB (Luossavaara-Kiirunavaara Aktiebolag).
Od czasu rozpoczęcia wydobycia, które początkowo odbywało się metodą odkrywkową, góra całkowicie zmieniła swój wygląd, a jej wysokość została obniżona.